# Masoveria dels Pujols
La Masoveria dels Pujols és un edifici de Sant Boi de Lluçanès (Osona) inclòs a l'Inventari del Patrimoni Arquitectònic de Catalunya.

## Descripció
Es tracta d'un edifici de planta rectangular, de tres pisos amb coberta de teula àrab a doble vessant amb el carener perpendicular a la façana principal. Els murs són de pedra i estan totalment arrebossats. Les obertures tenen llindes de pedra i les finestres tenen també muntant i ampits d'una sola peça de pedra treballada. La vessant dreta de la teulada està perllongada quasi fins a nivell d'un metre d'alçada del terra construint un espai sustentat per pilars de maons que es fa servir de pallissa i de pàrquing. A la façana hi ha pintat un rellotge de sol.

## Història
L'estructura de la construcció és pròpia dels edificis del segle xviii però aquest ha estat restaurat en dates més recents donat que conserva gran part de l'arrebossat. Aquest fet es documenta amb la data que hi ha pintada en el rellotge de sol de la façana, datat el 1964.